# Hinrich Westhof
Hinrich Westhof († 7. April 1415 in Lüneburg) war ein Bürgermeister der Hansestadt Lübeck.

## Leben
Westhof hatte bereits seit 1384 als Ratsherr die Stadt auf Hansetagen vertreten und als Kriegshauptmann der Stadt gemeinsam mit dem späteren Bürgermeister Thomas Morkerke 1385 eine Militäraktion in Mecklenburg durchgeführt, in deren Verlauf von Lübecker Seite mehrere Burgen wie die des Ritters Heinrich von Bülow gen. Grotekop wegen Straßenräubereien zerstört wurden. Eine erste diplomatische Mission führte ihn 1385 für die Hanse nach Helsingborg, um die im Frieden von Stralsund verpfändeten Schlösser in Schweden an den dänischen König Olav II. zurückzugeben. 1392 wurde er im Rat zum Bürgermeister bestimmt. Im gleichen Jahr war er auch für die Hanse in Flandern. Das Hansekontor in Brügge hatte 1388 seinen Sitz im dritten Flandernboykott nach Dordrecht verlegt und kehrte unter ihm nach Brügge zurück.
Von 1393 bis 1395 verhandelte Westhof als Verhandlungsführer, zuletzt mit der Unterstützung seines Kollegen Johann Niebur, an verschiedenen Orten wie in Skanör-Falsterbo und auf der Burg Lindholmen, aber auch in Rostock und zuletzt in Helsingborg, mit Königin Margarethe I. und Herzog Johann von Mecklenburg über einen Friedensvertrag und die Freilassung des inhaftierten Königs Albrecht. Die Hauptverhandlungen fanden auf Lindholmen statt, wo der Vertrag am 17. Juni 1395 unterzeichnet wurde. 1398 stimmte er in Kopenhagen der Rückgabe des von der Hanse besetzten Stockholm an Margarethe zu, weil Albrecht Auflagen in Zusammenhang mit seiner Freilassung nicht erfüllte.
1397 verhandelte er gemeinsam mit dem Ratsherrn Hermann Darsow († 1404) in Sachen der Lüneburger Sate in Lüneburg.
Als Vermittler war er 1399 in Nyköping im Streit zwischen den wendischen Hansestädten Wismar und Rostock sowie Margarethe von Dänemark andererseits tätig. Schon 1401 verhandelte er in Lund erneut mit Margarethe und Erik VII., um mit diesen zu einem Bündnis zu kommen. Hier wird seine politische Leitlinie für die Lübecker Außenpolitik um die Jahrhundertwende zum 15. Jahrhundert deutlich: Westhof suchte den Schulterschluss mit der dänischen Regentin. Auch an den Verhandlungen mit Albrecht über die Rückgabe der Insel Gotland 1405 in Flensburg nahm er teil. 1407 gehörte er zu einer hansischen Gesandtschaft, die in Amsterdam mit Abgesandten des Königs von England verhandelten.
1408 blieb er bei den Unruhen zunächst noch kurz in Lübeck. Er klagte mit den anderen Mitgliedern des Alten Rates gegen den Neuen Rat, so dass sein Lübecker Vermögen vom Neuen Rat eingezogen wurde. Er war Mitglied der Zirkelgesellschaft und starb im Lüneburger Exil.